# Република Авганистан
Република Авганистан ( (паштунски)Dǝ Afġānistān Jumhūriyat (дари)Jumhūrī-yi Afğānistān) је била прва република у Авганистану. Често се назива Даудска Република, јер је успостављена у јулу 1973. након што је генерал Сардар Мохамед Дауд Кан из династије Баракзај заједно са вишим принчевима Баракзај свргнуо свог рођака, краља Мохамеда Захир Шаха, у државном удару. Повод за државни удар био је Устав Авганистана из 1964. године, којим је одузета власт већини чланова краљевске породице у корист централизације под Захир Шахом и његовим наследицима под начелом демократије. Дауд Кан је био познат по својој аутокрацији и покушајима модернизације земље уз помоћ Совјетског Савеза и Сједињених Држава.
Мохамед Дауд Кан срушен је с власти у Саур револуцији 27. априла 1978. године у организацији Народне демократске партије Авганистана, током које су Дауд и његова породица побијени.

## Историјат
У јулу 1973, док је краљ Мохамед Захир Шах, тадашњи авганистански монарх, био у Италији на операцији ока, као и на терапији лумбага, његов рођак и зет, генерал Сардар Мохаммад Дауд Кан, бивши премијер, извршио државни удар у Кабулу. Овим пучем је свргнута Краљевина Авганистан и уместо ње успостављена Република Авганистан, која је била једнопартијска држава. Генерал Дауд је деценију раније био приморан да поднесе оставку на место премијера по наредби краља Захира. Краљ је абдиковао следећег месеца уместо да ризикује свеопшти грађански рат.
Након преузимања власти, Дауд Кхан, који се прогласио првим председником Авганистана, основао је сопствену политичку странку, Националну револуционарну партију. Ова партија је постала једини фокус политичке активности у земљи. Године 1974. уведена је нова застава Авганистана, као и њен амблем, са церемонијом подизања заставе испред председничке палате Арг. У јануару 1977, након избора за Уставну скупштину, сазвана је лоја џирга и усвојен је нови устав којим се успоставља председничка једнопартијска држава, уз гушење политичке опозиције, понекад и насилно.
Такође исте године, Мохамед Хашим Мајвандвал, бивши премијер, оптужен је за планирање државног удара, иако је нејасно да ли је план заправо био усмерен на нову републичку владу или укинуту монархију. Мајвандвал је ухапшен и наводно извршио самоубиство у затвору пре суђења, али широко распрострањено веровање каже да је мучен до смрти.
Након успостављања Републике Авганистан 1973. године, чланови Народне демократске партије Аганистана (НДПА) добили су позиције у влади. Председник Дауд је 1976. године успоставио седмогодишњи економски план за земљу. Започео је програме војне обуке са Индијом и Египтом, започео преговоре о економском развоју са Ираном. Дауд је такође скренуо пажњу на нафтом богате блискоисточне земље као што су Саудијска Арабија, Ирак и Кувајт, између осталих, ради финансијске помоћи.
Током Даудовог председавања односи са Совјетским Савезом су се погоршали. Они су сматрали да је његов прелазак на вођство које је више наклоњено Западу опасно, укључујући Даудову критику чланства Кубе у Покрету несврстаних и Даудово протеривање совјетских војних и економских саветника. Потискивање политичке опозиције је надаље окренуло НДПА против Дауда (коју подржава Совјетски Савез), важног савезника у државном удару против краља 1973. године.
Дауд је 1978. постигао мало од онога што је намеравао. Авганистанска економија није остварила никакав стварни напредак и авганистански животни стандард није порастао. Дауд је такође добио много критика због свог једнопартијског устава из 1977. који га је удаљио од његових политичких присталица. Марта 1978. Дауд је посетио Исламабад и пристао да престане да подржава побуњеничке групе у Пакистану, а сложио се и да у будућности протера пакистанске милитанте. Поред тога, планирао је да пакистанске оружане снаге обучавају авганистанско војно особље.
Када су Авганистанци до 1978. постали разочарани Даудовом владом која „ништа не ради“, неки су само званичнике влада из редова НДПА идентификовали са економским и друштвеним реформама. До тог тренутка, две главне фракције НДПА, које су претходно биле увучене у борбу за власт, постигле су крхки споразум за помирење. Комунистички настројени војни официри тада су већ планирали потез против владе. Према каснијој тврдњи Хафизуле Амина, који је постао шеф авганистанске државе 1979. године, НДПА је почела да планира државни удар 1976. године, две године пре него што се он остварио.
НДПА је преузела власт војним ударом 1978. године, познатом као Саур револуција. 27. априла, трупе из војне базе на Међународном аеродрому Кабул почеле су да се крећу ка центру престонице. Било је потребно само 24 часа да се консолидује власт, уз брзи притисак, укључујући ваздушни напад на Арг (Председничку палату), а јединице побуњеничке војске брзо су заузеле битне институције и комуникационе линије. Свргнути Дауд и већина његове породице погубљени су следећег дана.
Нур Мухамед Тараки, генерални секретар НДПА, проглашен је за председавајућег Президијума Револуционарног савета и ефективно је наследио Мохамеда Дауда Кана на месту шефа државе. Истовремено је постао шеф владе новоосноване Демократске Републике Авганистан.